# Бен-Ейвон (Пенсільванія)
Бен-Ейвон (англ. Ben Avon) — місто (англ. borough) в США, в окрузі Аллегені штату Пенсільванія. Населення — 1918 осіб (2020).

## Географія
Бен-Ейвон розташований за координатами 40°30′19″ пн. ш. 80°4′56″ зх. д. / 40.50528° пн. ш. 80.08222° зх. д. (40.505159, -80.082138).  За даними Бюро перепису населення США в 2010 році місто мало площу 1,19 км², з яких 0,98 км² — суходіл та 0,20 км² — водойми.

## Демографія
Згідно з переписом 2010 року, у селищі мешкала 1781 особа в 740 домогосподарствах у складі 481 родини. Густота населення становила 1502 особи/км².  Було 810 помешкань (683/км²).
Расовий склад населення:
| - 93,7 % — білих - 3,6 % — чорних або афроамериканців - 0,8 % — азіатів - 0,1 % — корінних американців |

До двох чи більше рас належало 1,5 %. Частка іспаномовних становила 1,1 % від усіх жителів.
За віковим діапазоном населення розподілялося таким чином: 24,6 % — особи молодші 18 років, 63,1 % — особи у віці 18—64 років, 12,3 % — особи у віці 65 років та старші. Медіана віку мешканця становила 39,2 року. На 100 осіб жіночої статі у селищі припадало 92,1 чоловіків;  на 100 жінок у віці від 18 років та старших — 92,3 чоловіків також старших 18 років.
Середній дохід на одне домашнє господарство  становив 113 994 долари США (медіана — 86 875), а середній дохід на одну сім'ю — 136 839 доларів (медіана — 105 556). Медіана доходів становила 66 364 долари для чоловіків та 52 045 доларів для жінок. За межею бідності перебувало 3,0 % осіб, у тому числі 2,2 % дітей у віці до 18 років та 2,3 % осіб у віці 65 років та старших.
Цивільне працевлаштоване населення становило 961 особа. Основні галузі зайнятості: освіта, охорона здоров'я та соціальна допомога — 30,9 %, науковці, спеціалісти, менеджери — 14,5 %, роздрібна торгівля — 8,9 %, фінанси, страхування та нерухомість — 8,5 %.